# هفت گوی بلورین
هفت گوی بلورین (به زبان فرانسوی: Les Sept boules de cristal) سیزدهمین کتاب کامیک از مجموعهٔ کتابهای مصور ماجراهای تن‌تن و میلو است. این کتاب نخستین بار در سال ۱۹۴۸ میلادی توسط هرژه نوشته، طراحی و به چاپ رسید.
بعدها دنباله‌ای بر این کتاب توسط هرژه نوشته شد و با نام معبد خورشید در سال ۱۹۴۹ به چاپ رسید.

## داستان
داستان این کتاب دربارهٔ یک تیم هفت نفره علمی است که پس از برگشتن از سفر خود به آمریکای جنوبی، به طرز مرموزی توسط گوی‌های محتوی نوعی گاز به خوابی عجیب فرومی‌روند که به انتقام راسکار کاپاک مشهور می‌شود. در همین میان پروفسور تورنسل نیز به جرم در دست انداختن دستبند راسکار کاپاک دزدیده و به آمریکای جنوبی منتقل می‌شود…

## پیشینه

### زمینه
«هفت گوی بلورین» در بحبوحه اشغال بلژیک توسط آلمان در طول جنگ جهانی دوم شروع به انتشار کرد. هرژه کار در «Le Soir»، بزرگترین روزنامه فرانسوی زبان بلژیک را پذیرفته بود. «Le Soir» مصادره شده از صاحبان اصلی خود، توسط مقامات آلمانی مجاز به بازگشایی تحت مدیریت سردبیر بلژیکی ریموند دو بکر شد. با این حال، این روزنامه به شدت تحت کنترل نازی‌ها باقی ماند و از تلاش‌های جنگی آلمان حمایت کرد و یهودستیزی را تایید کرد.  هرژه در ۱۵ اکتبر ۱۹۴۰ به «Le Soir» پیوست و توسط دوست قدیمی پل جامین و کارتونیست ژاک فان ملکه‌بکه کمک شد.  برخی از بلژیکی‌ها از اینکه هرژه حاضر بود برای روزنامه‌ای که تحت کنترل دولت اشغالگر نازی بود کار کند، ناراحت بودند.  اگرچه او به دلیل شمار زیاد خوانندگان «Le Soir» که به ۶۰۰.۰۰۰ نفر می‌رسید، به شدت جذب کار شده بود.  هرژه با مواجه شدن با واقعیت نظارت نازی‌ها، مضامین سیاسی آشکاری را که در بسیاری از آثار قبلی او نفوذ کرده بود، کنار گذاشت و در عوض سیاست بی‌طرفی را اتخاذ کرد.  بدون نیاز به هجو کردن چهره‌های سیاسی، تهیه‌کننده و نویسنده سرگرمی، هری تامپسون خاطرنشان کرد: «هرژه اکنون بیشتر بر روی طرح داستان و ایجاد سبک جدیدی از کمدی شخصیت تمرکز داشت. مردم واکنش مثبتی نشان دادند». 
پس از اوج ماجراجویی قبلی «تن‌تن»، «گنج‌های راکام»، هرژه با پیشنهادی موافقت کرد که به روزنامه اجازه می‌داد داستان کارآگاهی را در بر بگیرد که حول شخصیت‌های او، دوپونت و دوپونط می‌چرخد. این داستان با عنوان «Dupont et Dupond, détectives» («تامسون و تامپسون، کارآگاهان»)، هرژه تصاویر را ارائه کرد و داستان توسط نویسنده جنایی «Le Soir»، پل کینت نوشته شد.  در حالی که این داستان در حال انتشار بود، هرژه شروع به بررسی ایده‌هایی برای ماجراجویی جدید «تین‌تین» خود کرد و با ایده داستانی پیرامون یک اختراع خطرناک ابداع شده توسط پروفسور حسابدار بازی کرد. این داستان احتمالاً از مقاله‌ای نوشته شده توسط خبرنگار علمی «Le Soir»، برنارد هوولمنس الهام گرفته شده است. اگرچه هرژه در آن زمان از این ایده استفاده نکرد، یک دهه بعد آن را به عنوان پایه و اساس «ماجرای تورنسل» احیا کرد. 

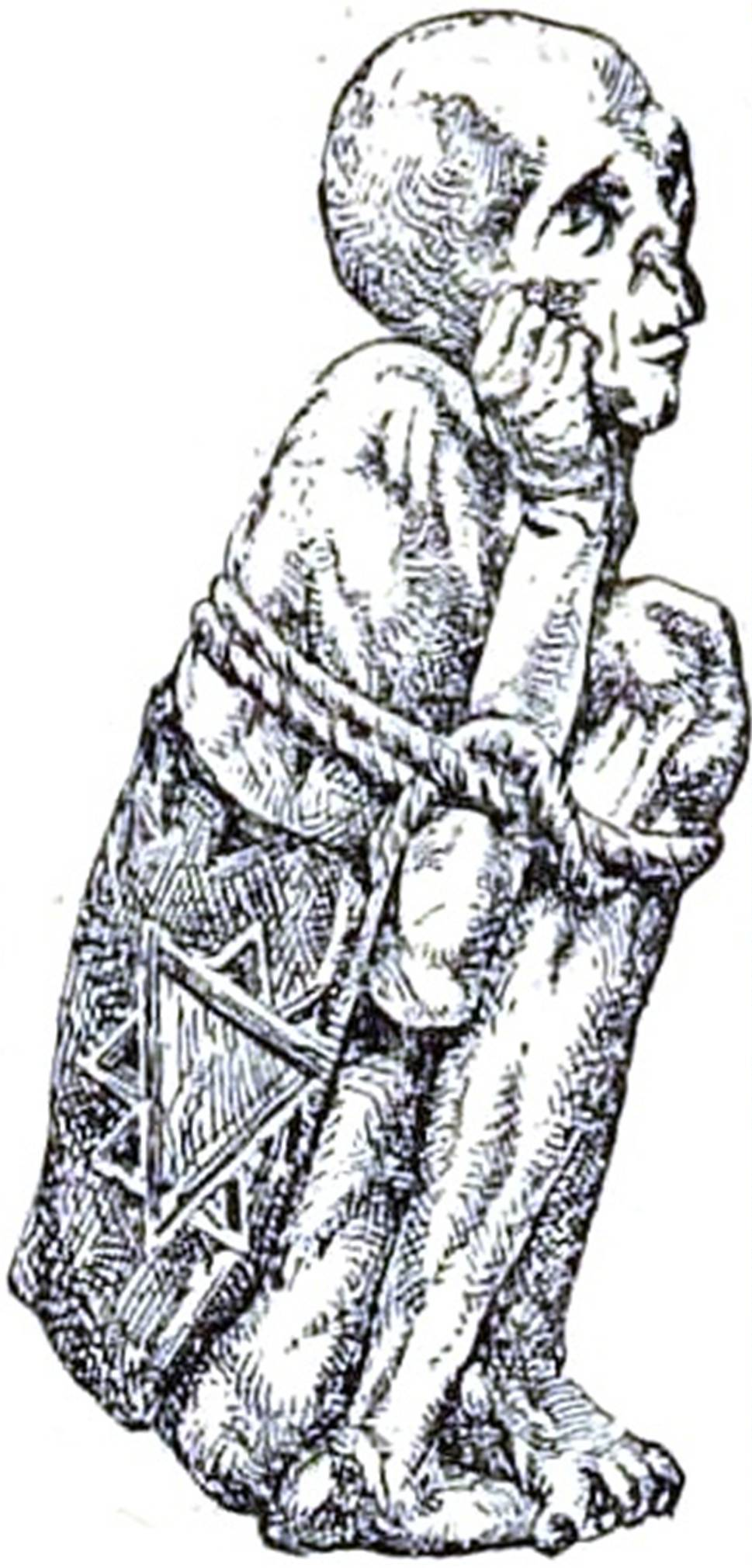
مومیایی در دایره المعارف Larousse، منبع الهام Rascar Capac

همانند دو داستان قبلی هرژه، «اسرار اسب شاخدار» و «گنجینه راکهام سرخ»، «هفت گوی بلورین» نیز بخشی از یک داستان دوگانه طراحی شده بود، که با «زندانیان خورشید» هنوز نانگذاری نشده به پایان می‌رسید.  هرژه برنامه ریزی کرد که اولین داستان، معمایی را ترسیم کند، در حالی که در دومی، شخصیت‌هایش یک سفر اکتشافی برای حل آن انجام دهند.  استفاده او از نفرین یک مومیایی باستانی که داستان حول آن می‌چرخد، از داستان‌های نفرین فراعنه الهام گرفته شده بود که در طول کشف مقبره فرعون توتنخامون توسط باستان‌شناس هوارد کارتر در سال ۱۹۲۲ آشکار شده بود. این اولین بار نبود که هرژه از این ماجرای روزنامه‌ای الهام می‌گرفت، زیرا قبلاً در زمان نوشتن «سیگارهای فرعون» از آن استفاده کرده بود. 
در پاییز ۱۹۴۳، هرژه تصمیم گرفت که می‌خواهد ادگار پ. جاکوبز، کارتونیست همکارش، در «ماجراهای تن‌تن» با او همکاری کند. جاکوبز که در ابتدا مردد بود، سرانجام موافقت کرد و در ژانویه ۱۹۴۴ این سمت پردرآمد را پذیرفت.  این دو به عنوان همکاران هنری و دوستانی صمیمی با هم همراه شدند، زیرا جاکوبز به هرژه در توسعه جنبه‌های مختلف طرح داستان، مانند ایده گوی‌های بلورین و عنوان داستان کمک می‌کرد.  اگرچه از نظر سبک‌شناسی این دو مرد هم به لحاظ تصویرسازی و هم روایت با یکدیگر متفاوت بودند، تأثیر زیادی بر یکدیگر گذاشتند.  هرژه از جاکوبز به عنوان یک مدل زنده استفاده کرد و ژست‌های مختلفی را از او ترسیم کرد که شخصیت‌ها در داستان به خود می‌گیرند.  او همچنین از جاکوبز به عنوان یک محقق استفاده کرد و او را برای مطالعه‌ی مجموعه آثار مربوط به اینکاها به موزه پنجاهمین سالگرد فرستاد.  او مانند جاکوبز در «پرتو U» از طرح مومیایی Chachapoya از دانشنامه لاروس به عنوان پایه‌ای برای خلق راسکار کاپاک استفاده کرد و نه آنطور که به طور گسترده تصور می‌شد، یک مومیایی از موزه پنجاهمین سالگرد. **
- - مدیر موزه، پروفسور کاپارت، شباهت‌هایی با پروفسور تارگون، شخصیت جدیدی که هرژه برای این داستان خلق کرده بود، نشان داد. [۱۶] هرژه همچنین تعدادی از شخصیت‌هایی را که قبلاً در ماجراهای قبلی ظاهر شده بودند، از جمله پروفسور کانتونو از «ستاره دنباله‌دار»، [۱۷] ژنرال آلکازار از «گوش شکسته»، [۱۸] و بیانکا کاستافیوره از «عصای اسرارآمیز اوتوکار» را هم معرفی کرد. [۱۸]**

- - صحنه‌ها و پیش‌زمینه داستان با دقت از منابع موجود کپی شده بودند. مدل‌های ماشین مانند Opel Olympia 38 که آدم‌ربایان پروفسور حسابدار با آن از دست پلیس فرار کردند، از نمونه‌های واقعی گرفته شده بودند. [۱۹] در حالی که هرژه به دقت به واقعیت بندر و اسکله‌ها در سن-نزر پایبند بود. [۲۰] خانه پروفسور تارگون از یک خانه واقعی در خیابان دلور، Boitsfort، که جاکوبز برای اهداف هرژه شناسایی کرده بود طراحی شد. هرژه و جاکوبز بیرون خانه مستقر شدند و طراحی از ساختمان را تکمیل کردند. بلافاصله پس از آن، دو خودروی خاکستری حامل سربازان آلمانی ایستادند. این خانه توسط شوتزشتافل  (اس اس) مصادره شده بود. هرژه متوجه شد که اگر او و جاکوبز حین طراحی کشف می‌شدند، مورد بازجویی قرار می‌گرفتند. [۲۱]

## چاپ اول
- در انگلیس: Casterman
- در ایران (ترجمه فارسی): انتشارات یونیورسال

## تعداد صفحات
- در ایران: ۶۲ صفحه
- در بلژیک: ۶۲ صفحه
- در انگلیس: ۶۲ صفحه
- در آمریکا: ۶۲ صفحه
- در فرانسه: ۶۲ صفحه